# Punta Gastaldi
Punta Gastaldi – szczyt w Alpach Kotyjskich, części Alp Zachodnich. Leży w północno-zachodnich Włoszech w regionie Piemont, blisko granicy z Francją. Szczyt można zdobyć drogami ze schronisk: Refuge du Viso (2460 m) od strony francuskiej oraz Rifugio Vallanta (2450 m), Rifugio Quintino Sella al Monviso (2640 m) i Rifugio Vitale Giacoletti (2740 m) od strony włoskiej. Sąsiaduje z Punta Roma.
Pierwszego wejścia dokonali William Augustus Coolidge i Christian Almer Młodszy 16 sierpnia 1884 r.